# Horagai
Horagai (法螺貝) (法螺貝?) o jinkai (陣貝) (陣貝?) és una conquilla gran que s'ha utilitzat com a corn marí al Japó al llarg de molts segles. L'instrument, el qual ha servit per a diferents propòsits al llarg de la història japonesa, ha rebut diversos noms segons la seva funció. Les escoles especials encara ensenyen els estudiants a tocar música tradicional associada amb l'horagai.

## Instrument
L'horagai és diferent a la majoria de corns marins d'altres parts del món, els quals només produeixen un to, i en canvi el japonès hora o horagai pot produir tres o cinc notes diferents. Els tons diferents són aconseguits utilitzant un broquet de bronze o de fusta subjectat a l'extrem de la closca. A temperatures gelades (sovint localitzat a les zones de muntanya del Japó) els llavis es poden quedar congelats a la superfície de metall, així que fan servir broquets de fusta o bambú.

## Ús religiós
El corn és utilitzat per monjos budistes per a propòsits religiosos. És encara utilitzat avui per alguns rituals, com el omizutori (dibuix d'aigua) porció del Shuni-e ritus al Tōdai-ji dins Nara. Cada escola de Shugendo té les seves pròpies melodies.
El hora està especialment associat amb el Yamabushi, monjos guerrers de la secta de l'asceta shugendo. El yamabushi va utilitzar aquest instrument per assenyalar la seva presència (o moviments) a un altre a través de muntanyes i per acompanyar el càntic dels sutres.

## Ús militar

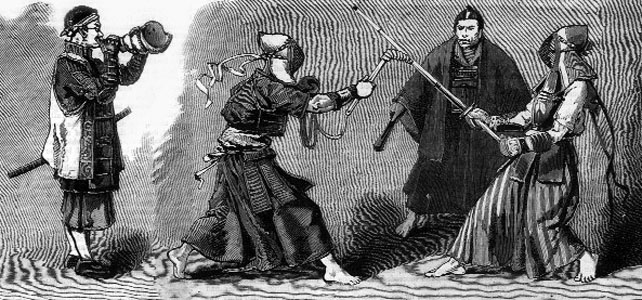
Escena de guerra japonesa, amb un horagai, per Frip Fencing

A l'àmbit de la guerra, el corn, anomenat jinkai o "closca de guerra", era un dels diversos dispositius de senyal que utilitzaven els guerrers feudals japonesos coneguts com a samurai. Un gran corn seria utilitzat amb un broquet de bronze (o de fusta). Tindria un suport de cistella i es bufaria una combinació de notes per a assenyalar a les tropes accions com atacar, retirar-se o estratègies de canvi, de la mateixa manera que es feren servir fiscorns a l'oest. El músic encarregat de tocar el corn s'anomenava kai yaku (貝役).
El jinkai tenia una funció similar a la dels tambors i campanes dins les formacions de la tropa, imposant un ritme de marxa, proporcionant un acompanyament heroic tant per animar les tropes com per a confondre l'enemic per inferir que els nombres de tropa eren prou grans per a requerir fins i tot als músics. Molts dàimio (senyors feudals) es van allistar com a yamabushi per servir com a kai yaku, ja que tenien experiència amb l'instrument.
El so del jinkai és sovint utilitzat a vídeos o a la televisió com a efecte de so simbòlic que indica un inici de batalla, p. ex., L'últim samurai o el 2007 Taiga teatre Fūrinkazan, però tots dos exemples fan servir tons profunds i monotons que ressonen, no els tons melòdics que els yamabushi feien servir per a enviar missatges concrets.